# Prolagus sardus
Prolagus sardus är en utdöd art i ordningen hardjur (Lagomorpha) som vara närmare släkt med pipharar än med de andra hardjuren. Djuret var endemiskt för Medelhavsöarna Sardinien och Korsika och dog ut omkring 1800. Det antas att den jagades för köttets skull. Den beskrevs av öarnas invånare som "stor hare utan svans".
Prolagus sardus var den enda arten i släktet Prolagus och även i familjen Prolagidae. Vissa zoologer listade en art till i släktet, Prolagus corsicanus, men numera räknas den som underart till Prolagus sardus.
Den hade antagligen en kroppslängd mellan 20 och 25 cm. Upphittade fossil indikerar även att den fick större huvud och mindre bakkropp efter människans ankomst på öarna på grund av förändringar i levnadsområdet.